# Mount Airy (Carolina del Norte)
Mount Airy es una ciudad ubicada en el condado de Surry en el estado estadounidense de Carolina del Norte. En el año 2000 la localidad tenía una población de 8.484 habitantes en una superficie de 21.7 km², con una densidad poblacional de 390.3 personas por km².

## Geografía
Mount Airy se encuentra ubicada en las coordenadas 36°30′3″N 80°36′34″O / 36.50083, -80.60944. Según la Oficina del Censo, la localidad tiene un área total de 21,7 km² (8,4 mi²), de la cual 21,7 km² (8,4 mi²) es tierra y 0 km² (0 mi²) (0.0%) es agua.

### Localidades adyacentes
El siguiente diagrama muestra a las localidades en un radio de 16 kilómetros (9,9 mi) de Mount Airy.

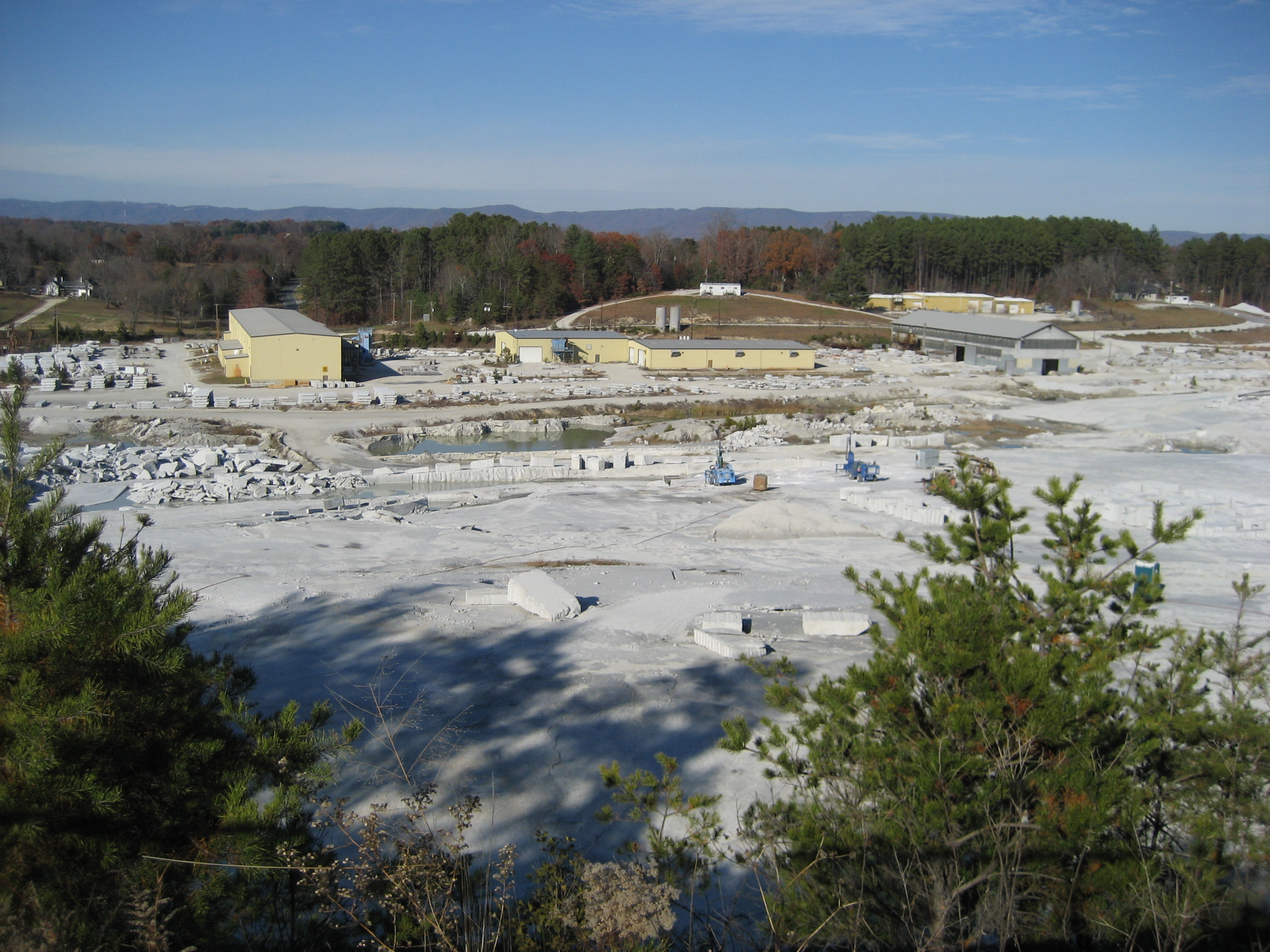
Cantera de granito más grande del mundo, cerca de Mount Airy.

## Demografía
En el 2000 la renta per cápita promedia del hogar era de $26.910, y el ingreso promedio para una familia era de $33.412. El ingreso per cápita para la localidad era de $17.237. En 2000 los hombres tenían un ingreso per cápita de $27.299 contra $24.830 para las mujeres. Alrededor del 19.90% de la población estaba bajo el umbral de pobreza nacional.